# Esentai Tower
Esentai Tower — высотное здание в Алматы, Казахстан, находится на проспекте Аль-Фараби, 77/7. Разработано архитектурной компанией Skidmore, Owings and Merrill. В 2008 года было самым высоким зданием в Казахстане, затем уступило комплексу «Северное сияние» в Астане. Первые четырнадцать этажей башни занимают офисы, над ними располагается отель Ritz-Carlton, на последних восьми этажах здания располагаются апартаменты с обслуживанием.